# 齋雞粒
齋雞粒是一種香港零食，主要用料是炸脆的麵筋，外觀呈一隻指頭大小的不規則粒狀，口感硬脆，雖然名稱有「雞」字，但是實際上沒有雞肉，因為顏色似燒雞，故名為「齋雞粒」，此外亦有一種零食名為「齋燒鵝」，其外觀與齋雞粒十分相似，雖然名稱有「鵝」字，但是實際上沒有鵝肉，同樣是香港的特色小吃。不過齋雞粒或齋燒鵝是否屬於純素食，則要視乎在調味料中有否加入雞粉或雞汁等可能含有肉類成分的調味劑。

## 製作
齋雞粒主要由炸脆的麵筋再與調配好的醬汁拌混而成。麵筋是由高筋麵粉加水混合，再將麵團拉至起筋，拉成長條狀，切成小塊，然後放入鍋中油炸。醬汁通常使用五香粉、咖喱粉及辣椒粉製作，並使用鹽或醬油調味，在與麥芽糖混合煮成糊狀，亦可加入叉燒醬，為了賣相更佳，市面售賣的齋雞粒通常還會加入食用色素，使成品的顏色與表皮香脆的燒雞相似。煮好醬汁後，便可加入炸脆的麵筋拌勻，再將麵筋取出，各自分開風乾，避免黏在一起。

## 齋燒鵝
「齋燒鵝」是一種與「齋雞粒」極為相似的零食，兩者的外觀很接近，但原味的齋燒鵝的顏色一般較齋雞粒略深，又因為顏色與燒鵝相似，故名為「齋燒鵝」，而做法與齋雞粒大致相同，據香港華園食品經營者稱，齋燒鵝和齋雞粒的最大分別是在撈汁前的炸麵筋次數，前者的麵筋要炸兩次，後者只是炸一次，所以齋燒鵝口感較硬較脆，齋雞粒則較柔軟和煙韌，兩者口感有別，卻可滿足不同人的喜好。

## 起源

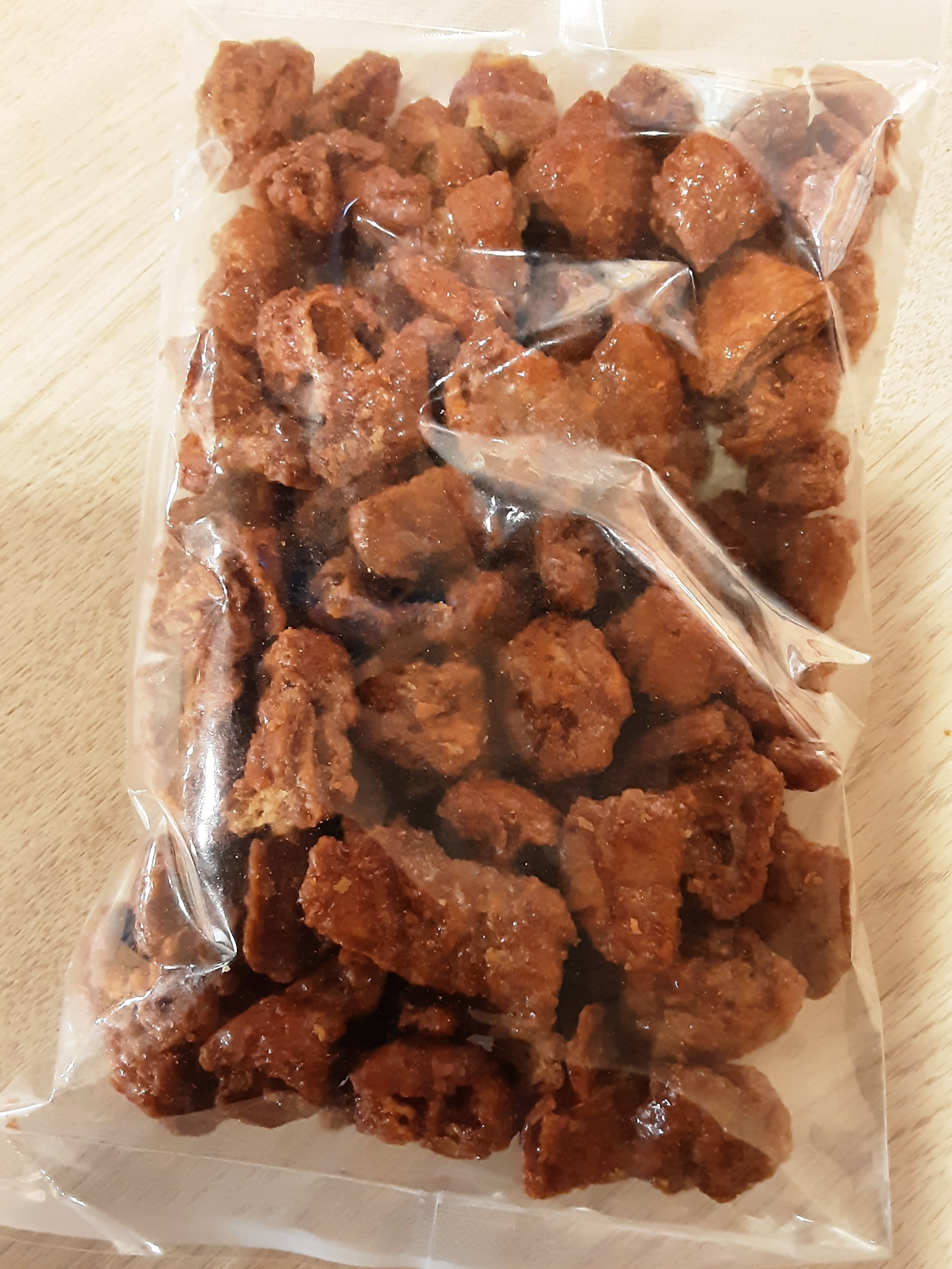
一包齋雞粒，這類零食最初是散裝按重量售賣，而現在香港市面出售的齋雞粒都是按淨重預先包裝

以前的香港早已有素食店及小販售賣使用麵團、豆腐皮等製作的齋滷味，如甜酸齋、咖喱齋、齋叉燒和齋鴨腎，因為售價低廉，在物質不豐富的年代可謂流行一時，不過這類甜酸齋、齋叉燒及齋鴨腎等齋滷味，由於混合了醬汁，在室溫下很易腐壞，可是1950年代的香港家庭甚少擁有雪櫃，無法冷藏這類混有汁液及容易變壞的食物，只能即買即食。零食商人畢清培為了製作耐存放的齋鴨腎作為零食出售，於是將麵筋改為油炸，減少原本齋鴨腎的水分，同時調配水分含量較少的調味汁，使做出來的齋鴨腎變得脆口，也在室溫下更耐保存，由於進食這種新製作的齋鴨腎的口感香脆，令人聯想起吃燒鵝皮的口感，於是畢清培將這種改良版的齋鴨腎改名為齋燒鵝，當他建立華園食品後，齋燒鵝便成為1960年代該公司的主力產品之一，香港亦有零食店製作出類似的零食並且名為齋雞粒，於是齋雞粒和齋燒鵝一度是香港的流行零食，直至後來因為香港市面的零食選擇日益豐富才漸漸式微，而現在齋雞粒和齋燒鵝成為了香港懷舊零食。

## 健康問題
齋雞粒或齋燒鵝都是由炸脆的麵筋為主要食材，製作時還會加入糖、植物油、鹽、醬油及其他食物調味添加劑，相比一包三塊約重25克的梳打餅含有119卡路里，一包通常是80克的齋雞粒或齋燒鵝，便有約365卡路里，相等於吃了三包梳打餅，亦需要留意糖分及含鈉量，麵筋含有較高的碳水化合物，調味的醬料則通常較高鈉，一包有碳水化合物約46克，相當於約30克糖、約11.5克脂肪、約17克蛋白質，以及約480毫克鈉。